# Madison Wolfe
Madison Wolfe (* 16. Oktober 2002 in Metairie, Louisiana) ist eine US-amerikanische Schauspielerin. Bekannt ist sie für ihre Mitwirkung in den Filmen Trumbo und Joy sowie für die Darstellung der Janet Hodgson in James Wans Horrorfilm Conjuring 2.

## Leben
Madison Wolfe gab ihr Schauspieldebüt im Jahr 2012 in den Filmen On the Road – Unterwegs und Die Qual der Wahl. Im Horrorfilm Devil’s Due – Teufelsbrut aus dem Jahr 2013 spielte sie Brittany. Weiterhin spielte sie einige Nebenrollen in den Fernsehserien True Detective, The Astronaut Wives Club, Scream und Zoo. Im Jahr 2015 übernahm sie Nebenrollen in den Filmen Trumbo und Joy – Alles außer gewöhnlich.
Im Jahr 2016 ist sie in der Filmkomödie Keanu als Alexis sowie im Horrorfilm Conjuring 2 von James Wan in der Rolle der Janet Hodgson zu sehen. Zudem übernahm sie in der Comicverfilmung I Kill Giants unter der Regie von Regisseur Anders Walter an der Seite von Zoe Saldana die Hauptrolle der Barbara Thorson. Für die Rolle wurde sie in einer landesweiten Suche unter 500 Jungschauspielerinnen ausgewählt. Der Film wurde unter anderem von Chris Columbus produziert und basiert auf dem gleichnamigen Comic von Joe Kelly, der auch selbst das Drehbuch verfasste.
Wolfe lebt in New Orleans, hat die Mittelschule abgeschlossen und besucht fortan die Highschool. Sie hat eine jüngere Schwester namens Meghan, die ebenfalls als Schauspielerin tätig ist.

## Filmografie (Auswahl)
- 2012: On the Road – Unterwegs (On the Road)
- 2012: Die Qual der Wahl (The Campaign)
- 2013: Grace Unplugged
- 2014: Devil’s Due – Teufelsbrut (Devil’s Due)
- 2014: True Detective (Fernsehserie, 6 Episoden)
- 2015: Home Sweet Hell
- 2015: The Astronaut Wives Club (Fernsehserie, 5 Episoden)
- 2015: Scream (Fernsehserie, Episode 1x08)
- 2015–2016: Zoo (Fernsehserie, 7 Episoden)
- 2015: Trumbo
- 2015: Joy – Alles außer gewöhnlich (Joy)
- 2016: Keanu
- 2016: Mr. Church
- 2016: Conjuring 2 (The Conjuring 2)
- 2016: Cold Moon
- 2017: I Kill Giants
- 2017: Trafficked
- 2021: Malignant
- 2022: Paulie Go!
- 2023: The Man in the White Van
- 2023: Mayfair Witches (Fernsehserie, 3 Folgen)
- 2024: They Whisper
- 2025: The Hunting Wives (Fernsehserie)